# Кубасы
Куба́сы (чув. Кăпас) — деревня в Моргаушском районе Чувашской Республики. Входит в состав Юнгинского сельского поселения.

## География
Находится в северо-западной части Чувашии, на расстоянии приблизительно 13 км на северо-запад по прямой от районного центра села Моргауши.

## История
Образована в 1963 году слиянием деревень Верхние Кубасы, Малые Кубасы и Нижние Кубасы. В 1979 году учтено было 525 жителей. В 2002 году было 158 дворов, в 2010—134 домохозяйства. В 2010 году действовало ООО «ВаСин».

## Население
Постоянное население составляло 427 человек (чуваши 97 %) в 2002 году, 364 — в 2010.